# Phitosia
Phitosia  (лат.) — монотипный род двудольных растений семейства Астровые (Asteraceae), включающий вид Phitosia crocifolia (Boiss. & Heldr.) Kamari & Greuter. Выделен ботаниками Георгией Камари и Вернером Родольфо Гройтером в 2000 году.
Таксон Phitosia crocifolia может также описываться в составе рода Crepis, под названием Crepis crocifolia Boiss. & Heldr.basionym.

## Распространение и среда обитания
Единственный вид является эндемиком Греции. Встречается только на горном хребте Тайгет на юге полуострова Пелопоннес, и известен по трём (пяти?) небольшим субпопуляциям. Ареал растения проходит от горы Ксеровуна с севера до гор Профитис-Илиас и Мавровуна к югу; также имеется отдельная субпопуляция в ущелье Риндому на высоте 1350 м.
Произрастает исключительно на известняковом субстрате, на скалах, в расщелинах, на каменистых участках.

## Общая характеристика
Многолетние травянистые растения.
Весьма схожи с представителями рода Скерда (Crepis); при этом исследователи, выделяющие Phitosia crocifolia в отдельный род, отмечают принципиальные отличия от Crepis:
- резко отличающийся диплоидный набор хромосом (у Ph. crocifolia — 2n=18[10])
- отсутствие опушения
- волоски паппуса расширены у основания

Кроме того род, предположительно, не относится к подтрибе Crepidinae (в состав которой, в свою очередь, входит Crepis).

## Охранный статус
Имеет статус вымирающего вида («endangered») согласно данным Международного союза охраны природы. Общая площадь участков произрастания составляет около 200 км², и численность экземпляров на них постоянно снижается, в основном из-за неконтролируемого выпаса скота.
Вид занесён в Красную книгу Греции, охраняется на общеевропейском и государственном уровне. Часть экземпляров выращивается в ботаническом саду университета Патры, однако там они не плодоносят.